# Augne
Augne település Franciaországban, Haute-Vienne megyében. Lakosainak száma 124 fő (2022. január 1.). Augne Saint-Julien-le-Petit, Bujaleuf, Eymoutiers, Peyrat-le-Château és Saint-Amand-le-Petit községekkel határos.

## Népesség
A település népességének változása:
| Lakosok száma | 111  | 109  | 110  | 108  | 109  | 109  | 114  | 119  | 124  |
|               | 2013 | 2015 | 2016 | 2017 | 2018 | 2019 | 2020 | 2021 | 2022 |